# Dorfkirche Rothenklempenow

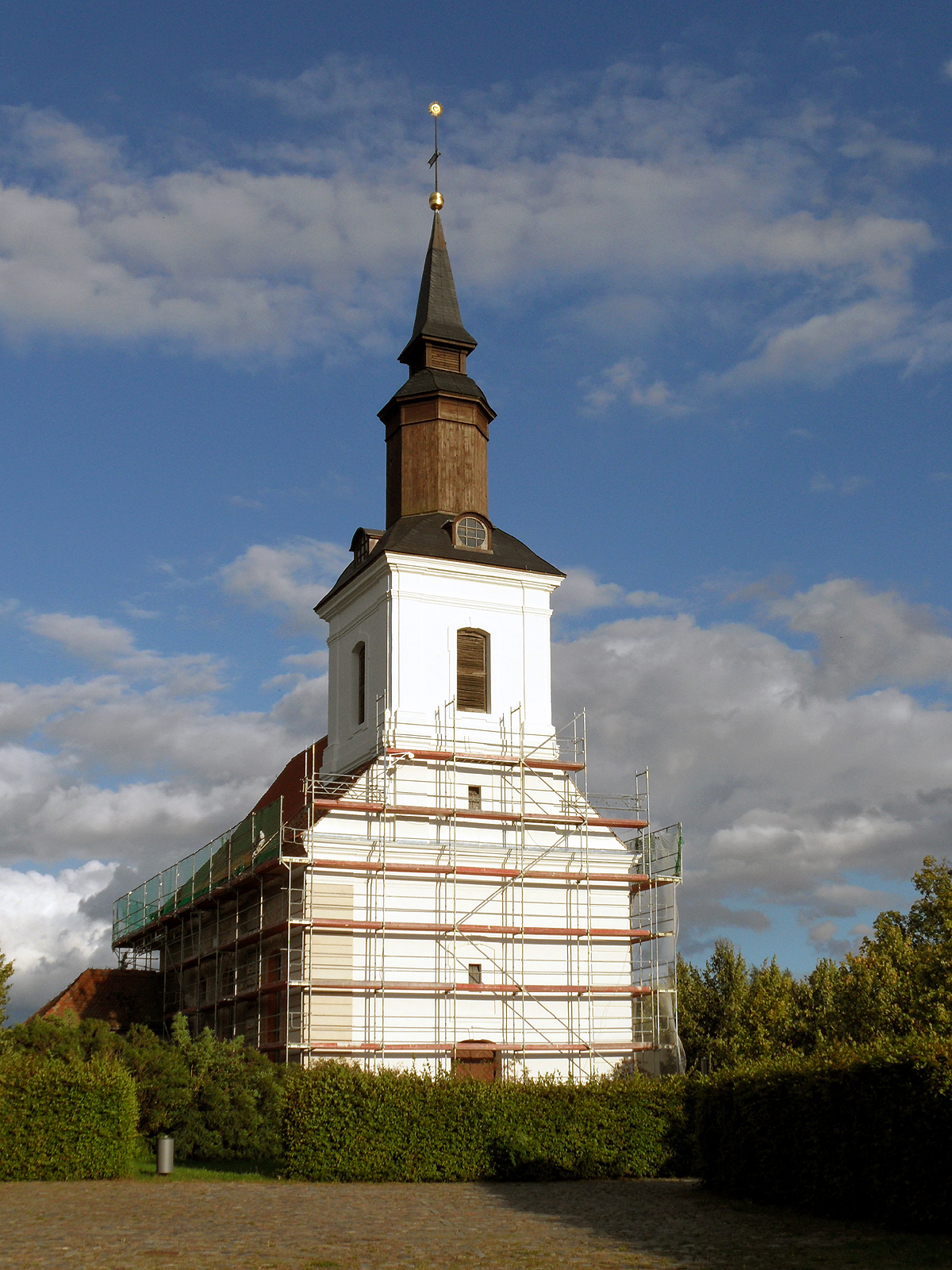

Die evangelische Dorfkirche Rothenklempenow in Rothenklempenow (Mecklenburg-Vorpommern), Schlossstraße / Ecke Dorfstraße, stammt von 1631.
Das Gebäude steht unter Denkmalschutz.

## Geschichte

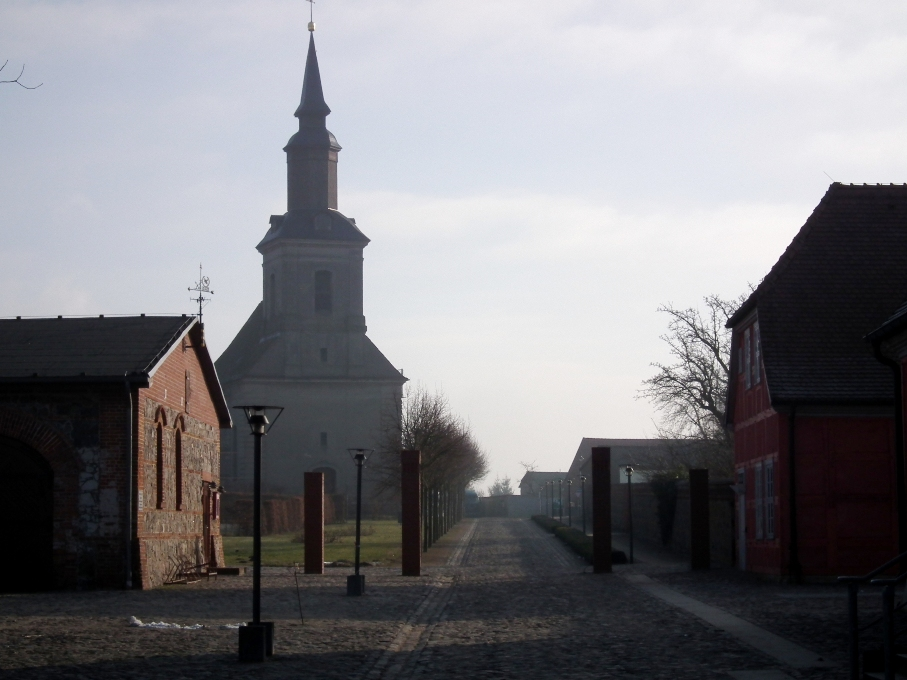

Das Dorf Rothenklempenow mit 631 Einwohnern (2015) wurde 1295 als castrum clempenowe erstmals erwähnt, als nördliche Grenzburg zwischen Pommern und Brandenburg.
Georg und Dorothea von Eickstedt stifteten 1638 eine einschiffige Saalkirche aus der Renaissance mit einem Tonnengewölbe, dem quadratischen Westturm und einem fünfseitigen Ostabschluss. Die Familie baute 1609 das erste Gutshaus und 1761 das zweite Gutshaus Rothenklempenow.
Die Kirche wurde 1738 erneuert und erhielt das heutige Erscheinungsbild mit der geschlossenen hölzernen Laterne auf dem barocken oktogonalen Turmaufsatz. Über dem Südportal befindet sich eine große, von Pilastern gerahmte Inschriftkartusche mit dem Stifterwappen der Familie von Eickstedt.
Im Inneren ist die barocke Ausstattung erhalten. Der große Kanzelaltar von 1738 weist eine aufwendige Akanthus-Schnitzerei am Kanzelkorb und den Wangen auf. Der Baldachin über der Kanzel mit reicher Bekrönung wird von Säulen getragen. Das Prospekt der „Herrscherloge“ stammt aus derselben Zeit.

## Gemeinde
Die Kirchengemeinde Rothenklempenow gehört zum Pfarrsprengel Boock, in dem die Kirchengemeinden Boock, Blankensee, Mewegen und Rothenklempenow zusammengeschlossen sind. Der Pfarrsprengel gehört zur Propstei Pasewalk im Pommerschen Evangelischen Kirchenkreis der Evangelisch-Lutherischen Kirche in Norddeutschland („Nordkirche“).